# شايع الشايع
شايع الشايع (24 سبتمبر 1959 -)، ممثل كويتي.

## حياته ونشأته
ولد شايع الشايع في 24 سبتمبر 1959 في الكويت.
درس في المعهد العالي للفنون المسرحية وتخرج عام 1983.
متزوج ولديه ثلاثة أبناء.

## مسيرته
يُعد شايع الشايع من أهم الممثلين في الكويت والخليج العربي.
تميز بأدائه التلقائي وقدرته على تجسيد مختلف الشخصيات.
ساهم بشكل كبير في تطوير المسرح الكويتي والخليجي.
يُعتبر رمزًا للفن والثقافة في الكويت.
بدأ شايع الشايع مسيرته الفنية عام 1987 من خلال مسرحية "الغجرية والأحدب".
شارك في العديد من المسرحيات والمسلسلات والأفلام الكويتية والخليجية.
اشتهر بأدواره المتنوعة في الكوميديا والتراجيديا.
من أشهر أعماله: "سوق المقاصيص" و"دار الفلك" و"البيت بيت أبونا" و"سليمان الطيب" و"نوح العين".
شارك شايع الشايع في العديد من المسرحيات والمسلسلات والأفلام الكويتية والخليجية. اشتهر بأدواره المتنوعة في الكوميديا والتراجيديا. من أشهر أعماله: "سوق المقاصيص" و"دار الفلك" و"البيت بيت أبونا" و"سليمان الطيب" و"نوح العين".

## سيرته
يُعدّ شايع الشايع أحد أهم الممثلين في الكويت والخليج العربي. تميز بأدائه التلقائي وقدرته على تجسيد مختلف الشخصيات، من الكوميديا إلى التراجيديا. ساهم بشكل كبير في تطوير المسرح الكويتي والخليجي، ويُعتبر رمزًا للفن والثقافة في الكويت.
ساهم شايع الشايع بشكل كبير في تطوير المسرح الكويتي والخليجي. تميز بأدائه التلقائي وقدرته على تجسيد مختلف الشخصيات. يُعتبر رمزًا للفن والثقافة في الكويت.

## أعماله
- وجوه بلا أقنعة
- الغجرية والأحدب
- الوريث
- إثنان على الطريق
- سفينة الاحلام
- القضية
- حكايات من التراث الشعبي
- عبد الله البري وعبد الله البحري
- القضية خارج الملف
- شمس الشموس

## جوائز
حصل شايع الشايع على العديد من الجوائز والتكريمات خلال مسيرته الفنية.
من أهمها: جائزة أفضل ممثل مسرحي من مهرجان القاهرة الدولي للمسرح التجريبي عام 1994.
جائزة أفضل ممثل تلفزيوني من مهرجان الخليج للإنتاج التلفزيوني والإذاعي عام 2003.